# Китайсько-литовський дипломатичний конфлікт (2021-2022)
Китайсько-литовський дипломатичний конфлікт — дипломатична суперечка між Китайською Народною Республікою та Литовською Республікою, яка виникла в середині 2021 року і загострилася на межі 2021—2022 років, через відкриття у Вільнюсі представництва Республіки Китай (Тайваню), в назві якого було використано слово «Тайвань» замість слова «Тайбей» (місто Тайбей — столиця Республіки Китай), яке зазвичай використовується в назвах таких представництв і яке більш-менш влаштовує КНР. Уряд КНР, який чітко дотримується «політики одного Китаю» і примушує до цього інші країни, розцінив це як де-факто визнання Литвою незалежності Республіки Китай, яку КНР вважає своєю бунтівною провінцією. За цим послідувала агресивна дипломатична реакція КНР, яка потім переросла в економічні санкції проти Литви, які також торкнулися інших країн ЄС та компаній, які працювали із Литвою.

## Передумови
В 1949 році, внаслідок перемоги комуністів під командуванням Мао Цзедуна у громадянській війні в Китаї, їх суперники, націоналістична партія Гоміндан і її прихильники під керівництвом Чан Кайші були змушені втекти на острів Тайвань і ще декілька дрібніших островів, які ще залишалися під їх контролем. В 1911—1949 роках Республіка Китай мала під своїм контролем весь Китай, але починаючи з 1949 року під її контролем залишився лише острів Тайвань та декілька дрібніших островів поруч із ним. В тому же 1949 році була проголошена Китайська Народна Республіка, яка контролює всю материкову територію Китаю з того часу і понині.
І уряд КНР, і уряд Китайської Республіки заявляють про свою юрисдикцію над всією територією Китаю і вважають один одного сепаратистами, які незаконно утримують владу на частині своєї території. Такий стан справ називають «політикою одного Китаю».
Із самого початку, більшість світової спільноти визнавала Республіку Китай як єдину легітимну китайську владу. Республіка Китай навіть стала однією з країн-засновниць Організації Об'єднаних Націй і увійшла до складу Ради Безпеки ООН. Але поступово все більше країн та міжнародних організацій відмовлялися від визнання Республіки Китай натомість визнаючи Китайську Народну Республіку, і цей процес кульмінував в 1971 році, коли була ухвалена Резолюція Генеральної Асамблеї ООН 2758, яка проголошувала Китайську Народну Республіку єдиним легітимним представником Китаю. Республіку Китай виключили з ООН, а її місце в ООН, в тому числі в Раді Безпеки, зайняла КНР. В 1979 році Сполучені Штати Америки, основний союзник Республіки Китай, відмовився від її визнання, визнавши натомість КНР.
Станом на 2021 рік лише 19 країн світу визнають Республіку Китай і мають з нею дипломатичні відносини, але більшість з цих країн це дрібні тихоокеанські або карибські острівні держави. Внаслідок політики одного Китаю, кожна держава має вирішити чи визнати КНР, чи визнати Республіку Китай, визнати обидві одразу неможливо, як і неможливо мати дипломатичні відносини з ними обома одразу. Більшість країн світу визнають КНР та мають із нею дипломатичні відносини, в них є повноцінні посольства КНР. Разом з тим, багато країн хочуть підтримувати контакти і з Республікою Китай. Для цього в цих країнах відкриваються неофіційні представництва Республіки Китай, які зазвичай називаються «тайбейськими економічно-культурними офісами», хоча де-факто виконують функції посольств.
У 2020-их зовнішня політика Китайської Народної Республіки будується за принципом, який отримав назву "вовча дипломатія". Цей принцип полягає в тому, що уряд КНР, і зокрема МЗС КНР, дуже жорстко й агресивно реагує на будь-яку критику китайської влади та правлячої там Комуністичної партії Китаю, особливо якщо ця критика стосується таких болючих для китайської влади тем, як походження COVID-19, протести в Гонконзі або порушення прав уйгурів. Часто при цьому китайський уряд накладає санкції на ті країни, представники уряду якого висловили критику на адресу КНР, навіть через дрібниці і навіть проти своїх основних торгових партнерів, або принаймні погрожує це зробити.

## Перебіг дипломатичного конфлікту
В серпні 2021 року Республіка Китай вирішила відкрила своє дипломатичне представництво в Литві, і в листопаді 2021 відкрила його, при чому воно отримало назву «Тайванське представництво», хоча через «політику одного Китаю», якої дотримується КНР і змушує до цього інші країни, зазвичай такі представництва називаються «Тайбейськими економічно-культурними офісами». Це був перший в Європі випадок, коли в назві дипломатичної установи Республіки Китай фігурувало слово «Тайвань».
На думку китайського уряду, Литва таким чином відмовилася від своєї угоди з КНР від 1991 року про встановлення дипломатичних відносин, в якій Литва визнала політику одного Китаю. Однак, литовський уряд не вважає, що він порушив угоду. У відповідь КНР відкликала свого посла Шень Чжифея з Вільнюсу і вислала литовського посла Діану Міцкявічене з Пекіну. Торгівля між двома країнами також зазнала серйозних проблем. Починаючи з 21 листопада 2021 року відносини між КНР і Литвою були знижені до рівня повірених у справах.
Суперечка між Литвою та КНР посилилась і через інші дії Литви. У вересні Литва засудила Китай за порушення прав людини і навіть тимчасово відкликала посла для консультацій. Того ж місяця Міністерство оборони Литви закликало своїх громадян не купувати смартфони вироблені в Китаї, зокрема компанією Xiaomi, і позбутися вже куплених, оскільки в них була вбудована функція цензурування контенту, яка хоч і була за замовчуванням вимкнена, але компанія-виробник могла віддалено її активовувати. Пізніше, в грудні, Литва також стала єдиною країною ЄС, яка вирішила бойкотувати Зимові Олімпійські ігри 2022 в Пекіні.
3 грудня 2021 року Литва повідомила, що в результаті загострення дипломатичної суперечки, Китайська Народна Республіка припинила весь імпорт з Литви. Також, китайський уряд почав тиснути на міжнародні корпорації, вимагаючи від них припинити співпрацю з Литвою, наприклад на Continental AG. Конфлікт перекинувся і на решту Європейського Союзу, коли КНР заборонила імпорт товарів, які містили литовські деталі, що потенційно могло порушити інтегровані ланцюги постачання на спільному європейському ринку. Посол ЄС у Китаї Ніколас Шапуї підтримав Литву та спробував втрутитися у ситуацію. Президент Торгової палати ЄС у Китаї назвав крок китайського уряду «безпрецедентним». На початку 2022 року з'явилися повідомлення, що Німецька торгова палата попередила литовський уряд, що німецькі фабрики будуть закриті, якщо відносини Литви з Китаєм не покращаться.
Президент Литви Ґітанас Науседа сказав в радіоінтерв'ю в січні 2022 року, що він вважає помилкою те, що Республіці Китай дозволили відкрити представництво у Вільнюсі з назвою, яка містила слово «Тайвань». Згодом ця заява була широко розтиражована в ЗМІ материкового Китаю, які повідомляли, що Литва визнала свою помилку. Речник міністерства закордонних справ Китаю Ван Веньбінь сказав: «Визнати помилку — це правильний крок, але важливіше вжити заходів, щоб виправити порушення принципу „одного Китаю“». Проте політичні аналітики, яких цитує BBC, стверджують, що Науседа не пропонував вносити будь-які суттєві зміни в політику литовської держави щодо відкриття офісу та покращення відносин з Тайванем, а лише вважав, що це викликало дипломатичну кризу, якої можна було легко уникнути, використавши назву «Тайбей» або якусь іншу, яка б не викликала негативної реакції зі сторони КНР.
Незалежне опитування 2022 року, проведене на замовлення Міністерства закордонних справ Литви, показало, що населення Литви в переважній більшості виступає проти політики уряду щодо Китаю. Лише 13 % литовців оцінюють поточну політику позитивно. За результатами опитування, опозиційні партії закликали уряд поважати громадську думку та відновити зв'язки з Пекіном. Міністр закордонних справ Ґабріелюс Ландсберґіс розкритикував це опитування, заявивши що питання опитування було сформульовано недостатньо точно. Він сказав: «Литва де-факто ніколи не змінювала свою політику щодо Китаю. Китай вирішив застосувати проти Литви та Європейського Союзу неоголошені, швидше за все, незаконні заходи […] Я би, мабуть, запитав, чи має Литва підтримувати, погоджуватися з прагненням тайванського народу називатися тайванцями, замість того, щоб запитувати про політику Литви щодо Китаю».
27 січня 2022 року європейський комісар із питань торгівлі та віцепрезидент Європейської комісії Валдіс Домбровскіс заявив що Європейський Союз подасть скаргу до Світової організації торгівлі на дії КНР, оскільки вони порушують правила СОТ. Вже через два дні Австралія, яка сама незадовго до цього постраждала від китайського економічного тиску, заявила про своє бажання приєднатись до скарги на боці ЄС. Пізніше те саме зробили Велика Британія, Сполучені Штати Америки та Республіка Китай. При цьому, більшість членів ЄС не поспішають публічно ставати на сторону Литви.

## Прояви солідарності зі сторони Тайваню
Після початку фактичного торгового ембарго запровадженого Китайською Народною Республікою проти Литви, тайванський уряд вирішив проявити солідарність із Литвою та надати їй допомогу, яка б хоча б частково компенсувала їй втрати від економічних санкцій. Наприклад, тайванська державна табачно -алкогольна компанія викупила 20 000 пляшок виробленого в Литві алкоголю і почала продавати його в тайванських магазинах. Цей алкоголь мав би бути проданий до КНР, але цього не сталося через китайські санкції.
Також тайванський уряд оголосив, що видасть Литві кредити загальною сумою в 1.2 мільярда доларів на розвиток спільних тайвансько-литовських економічних проєктів, зокрема пов'язаних із напівпровідниками, лазерними технологіями та біотехнологіями. Почались розмови про можливість побудови в Литві заводу TSMC, який би виготовляв напівпровідники, однак висуваються сумніви щодо реалістичності такого проєкту.

## Реакції
- Німеччина — парламентський секретар з економічних справ Франциска Брантнер заяввила: «Наш єдиний ринок піддається випробуванню. Всім зрозуміло, що не можна просто дати цьому продовжуватись, шо ми, як європейці, маємо знайти на це відповідь, і що ми маємо послати сигнал китайському уряду: наш внутрішній ринок - священний.».[33]
- Словенія — прем'єр-міністр Янез Янша заявив що Європейський Союз зобов'язаний захистити Литву від китайського тиску та не піддаватися економічним погрозам. Також він сказав: «Ми зможемо успішно протистояти Китаю тільки чкщо матимемо об'єднаний, узгоджений та спільний підхід. Ми повинні ставати на захист будь-якого члена ЄС, який зазнає тиску.».[34] Окрім цього, він заявив що підтримує «суверенне рішення тайванського народу жити незалежно».[35]
- США — державний секретар Ентоні Блінкен висловив занепокоєння щодо китайських "аргесивних дій та спроб зацькувати Литву", додавши що політика Пекіну "створює значні загрози для західних цінностей".[36]
- США — торговий представник США Кетрін Тай під час телефонного дзвінку єврокомісару Валдісу Домбровскісу запевнила його, що Європейський Союз може розраховувати на повну пітримку зі сторони США у цій справі.[37]
- Франція — президент Макрон висловив занепокоєння "ціленаправленими діями проти Литви".[33]